# パフィオペディルム・ニウェウム

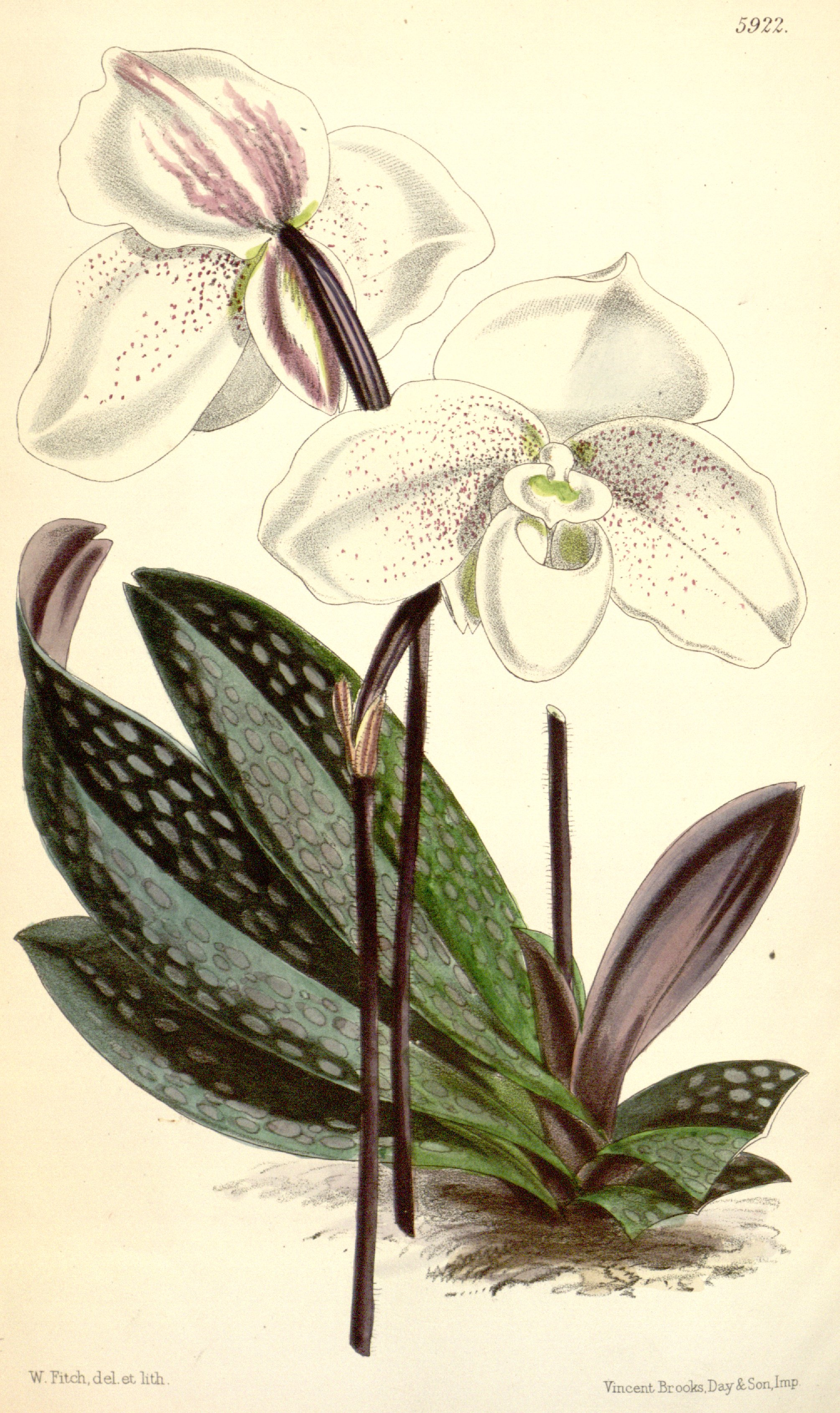
図版

パフィオペディルム・ニウェウム（Paphiopedilum niveum (Rchb.F.) Stein）は、ラン科植物の一つ。ニベウムとも表記される。袋形の唇弁をもち、真っ白な弁に細かな紫斑のある花をつける。コンカラータイプの一つで、小柄ながら美麗種として知られる。

## 特徴
常緑の多年生草本で地上性のラン。根出葉は3-5枚生じ、長さ10-13cm線状舌形で水平に伸びる。表側には濃緑色と灰緑白色のまだら模様が出る。裏面は濃紫色に色づく。
開花期は春から初夏。短めの花茎高さ10-15cmでは直立し、先端に1花をつける。花の径は5-7cm。背萼片は幅が広くて広卵形、乳白色でほとんど無地ながら、僅かに桃色を帯び、細かな点紋が出る。側花弁は幅広くて大きな楕円形で、乳白色に紫褐色の細かな斑点を散らす。唇弁は小さく袋状で乳白色で、入り口は内側に巻き込む。

## 分布と生育環境
ランカウイ諸島、タンベラン諸島など、マレー半島周辺の小島に点在的に分布する。石灰岩地域に生育するもので、周囲200m、僅かに樹木があるだけの岩だらけの小島で、潮水を被りそうな場所から裸出した岩肌にまで生育していたとの目撃談もある。

## 利用
洋ランとして栽培される。19世紀末と古くに発見され、純白花をつける佳品とされてきた。愛好者は多いが、日本での栽培では難しいものとされている。他方で白花を作出する際の交配親としても重視されてきた歴史があり、その白色は強く遺伝する。